# День возрождения карачаевского народа
День возрождения карачаевского народа — 3 мая, отмечается ежегодно и является праздничным днем в Карачаево-Черкесии. Посвящен возвращению карачаевского народа после 14-летней депортации из Средней Азии на родину. Установлен Указом главы республики КЧР в 1997 году.

## История возникновения
С 3 мая 1957 года началось массовое возвращение карачаевцев на Кавказ.
Хронология правительственных актов:
- 9 января 1957 г. — Указ Президиума Верховного Совета СССР "О преобразовании Черкесской автономной области в Карачаево-Черкесскую автономную область"[1]
- 11 февраля 1957 г. — Закон СССР об утверждение указа от 9 января 1957 года[2].
- 24 апреля 1997 г. — Указ Главы КЧР от 24.04.1997 N 36 "О Дне возрождения карачаевского народа"[3].

## Современность
Традиционно, день возрождения карачаевского народа, отмечается культурными и спортивными мероприятиями во многих городах и селах КЧР. Среди которых:
- праздничные концерты
- театрализованные представления
- выставки работ художников
- литературно-музыкальные вечера
- книжные выставки
- спортивные соревнования
- конные состязания
- автопробеги